# Вознічна
Вознічна (пол. Woźniczna) — село в Польщі, у гміні Плесьна Тарновського повіту Малопольського воєводства.
Населення — 422 особи (2011).

## Демографія
Демографічна структура станом на 31 березня 2011 року:
|          | Загалом | Допрацездатний вік | Працездатний вік | Постпрацездатний вік |
| -------- | ------- | ------------------ | ---------------- | -------------------- |
| Чоловіки | 220     | 43                 | 159              | 18                   |
| Жінки    | 202     | 34                 | 119              | 49                   |
| Разом    | 422     | 77                 | 278              | 67                   |